# Jonas Hidle
Jonas Hidle, född 7 oktober 1912 i Innvik, död 23 februari 2001 i Bærum, var en norsk inredningsarkitekt och formgivare. 
Han var son till Sven Hartvig Hidle och Alida Marie Sandved samt gift med Gitt Jobs. Han studerade vid Norges tekniske høgskole i Trondheim 1937 och företog därefter studieresor till Europas flesta länder, Asien, Kanada och USA. Efter praktik som arkitektassistent anställdes han 1941 vid A/S Christiania Glasmagasins teckningsateljé med belysningsarmatur som specialitet. Som konstnärlig ledare vid företaget formgav han armaturer till kontor, hotell, banker, fartyg, museer, teatrar, konserthus, regeringsbyggnader och ett flertal kyrkor. Förutom armaturer formgav han även konstglas och möbler. Han blev känd för att arbeta mycket med kombinationen glas och mässing där han samarbetade med glasblåsarna på Hadeland Glassverk och metallarbetarna på Høvik Verk. Bland hans offentliga uppdrag märks arbeten till Oslo rådhus, Akershus slott, kungliga slottet i Oslo, Nykirken, Håkonshallen, Domkirken och Hotel Norge i Bergen, Nidaros domkirke och Erkebispegården i Trondheim samt Winnipeg Concert Hall i Kanada och J. F. Kennedy Center for the Performing Arts i Washington. Han tilldelades Oslo bys stipendier 1959–1960. Hidle är representerad  vid bland annat Nasjonalmuseet i Oslo, Vestlandske Kunstindustrimuseum i Bergen och Hadelands Glassverks museum.

## Källa
- NORSK KUNSTNERLEKSIKON, I–IV, SOM BLE UTGITT 1982–86 via Store norske leksikon.